# Индикатор фазы

Индикаторы. Верхний имеет функцию тестера УЗО.

Индикатор фазы — устройство-индикатор, предназначенное для определения наличия напряжения. Позволяет отличить фазный провод от нулевого и заземления.

## Вариант исполнения

### Классические

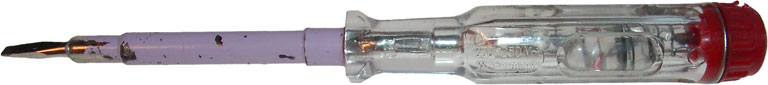
Индикатор фазы

Чаще всего представляет собой отвёртку со встроенной неоновой лампой внутри, на одном конце которой жало, на другом — шунтовой контакт. Такой пробник должен в обязательном порядке содержать включённый последовательно с неоновой лампой резистор, имеющий номинальное сопротивление не менее 1 МОм и предельное рабочее напряжение не менее 400 В. Применяются также двухполюсные индикаторы, у которых вместо шунтового контакта используется изолированный провод с усиленной изоляцией и отдельным (вторым) наконечником. Двухполюсные индикаторы рассчитаны на напряжение до 1000 вольт.
Недостатком индикатора-отвёртки является возможность ложного свечения вследствие наведённого напряжения.

### Светодиодные тестеры
Такие индикаторы представляют собой более сложную конструкцию; вместо шунтового контакта из корпуса выходит отдельный проводник в усиленной изоляции со своим наконечником (щупом). Преимуществом является возможность указания  численного значения напряжения помимо наличия фазы, т.к. вместо неоновой лампы имеют подсвечиваемую светодиодами шкалу. Кроме определения фазы, их конструкцией может быть предусмотрена возможность теста УЗО, о чём должно оповещаться в инструкции. Могут индицировать как переменное, так и постоянное напряжение с указанием полярности. Ряд моделей имеет функцию прозвонки цепи, для чего оснащаются источником питания, — обычно двумя батареями типа ААА. Функция определения напряжения действует и при полностью разряженной батарее. Рабочее напряжение большинства подобных тестеров 690В.

### Высоковольтный
Как правило, используются в электроустановках напряжением до 10 кВ. Конструктивно представляют собой длинную пластиковую рукоятку, на которую навинчивается наконечник с конденсатором и неоновой лампой. При этом лампа и конденсатор отделены от рук оператора слоем изоляции, соответствующим напряжению электроустановки.

### Стрелочный
Этот тип индикатора представляет собой малогабаритный вольтметр магнитоэлектрической системы с выпрямительными диодами и добавочными резисторами. Наиболее известный прибор такого типа — выпускавшийся в СССР индикатор ИН-92. Он позволяет измерять переменное напряжение на двух пределах: 0-100в и 0-750в. Предел на постоянном напряжении: 0-250В. Погрешность  +/- 5%, масса около 300г.  Вследствие низкого входного сопротивления прибор нечувствителен к наводкам и не даёт ложных показаний.

### Бесконтактный
Получили распространение бесконтактные индикаторы напряжения (NCV-сенсор — non-contact voltage detector), выполненные иногда в виде авторучки. Достоинством таких пробников является повышенная электробезопасность ввиду отсутствия металлического контакта с токонесущим проводником. Недостаток тот же, что и у индикаторной отвёртки — ложные срабатываний от наводок. Кроме того, для работы требуются батарейка.

## Применение

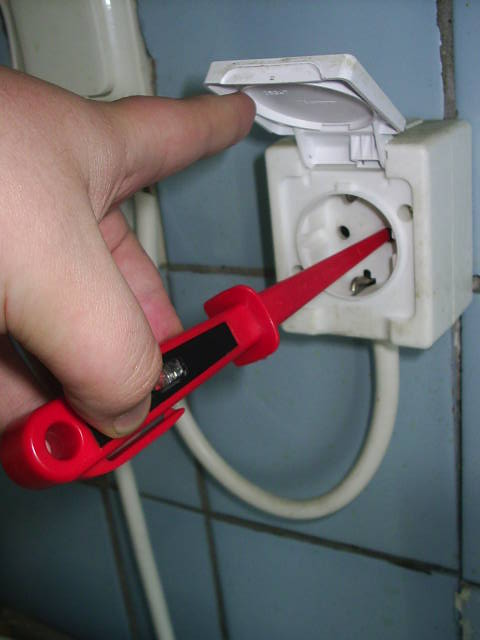
Определение фазного провода

Для определения фазового провода необходимо приставить жало индикатора к токонесущему проводнику и коснуться пальцем контакта на корпусе индикатора. Если токонесущий проводник является фазным, то из-за разницы потенциалов между проводником и телом человека, которое имеет некоторую электрическую ёмкость (десятки, сотни пФ), в неоновой лампе индикатора появится слабое свечение. Сила тока, протекающего при этом через тело человека, при напряжении сети 220 В и ёмкости, например 300 пФ (ёмкостное сопротивление на частоте 50 Гц около 11 МОм), составляет 0,02 мА. Такая сила тока очень мала и является абсолютно безопасной для человека (она даже не вызывает никаких неприятных ощущений, не говоря уже об электрическом ударе).
При проведении работ необходимо соблюдать правила техники безопасности. Перед использованием индикатора любого типа следует убедиться в его исправности, для чего проверить его на токоведущих частях заведомо находящихся под напряжением. Если индикатор был уронен или подвергался ударам, применять его без предварительной проверки запрещается.

## Источник
- Техпаспорт электронного индикатора LUX